# Le avventure della squadra di stoppa
Le avventure della squadra di stoppa è uno sceneggiato televisivo diretto da Alda Grimaldi e trasmesso nel 1964 dal Programma Nazionale (l'odierna Rai 1) in quattro puntate.
È tratto dal romanzo La squadra di Stoppa di Emilio De Martino pubblicato nel 1948.
Fra gli interpreti principali figurano Carlo Hintermann, Carlo Alighiero, Loretta Goggi, Roberto Chevalier, Wanda Benedetti.

## Trama
Luciano Bardi e Renato Negretti sono due alunni della terza A con dei caratteri ed estrazioni sociali opposti. Il primo è un ragazzo semplice e di condizioni economiche modeste, mentre il secondo è figlio di un ricco industriale. I due sono rivali sia in classe che sul campo di calcio in quanto entrambi a capo di due squadre che si sfidano all'interno di un torneo scolastico. Bardi viene a sapere che il portiere della sua squadra è stato corrotto proprio da Negretti, che gli ha offerto del denaro per curare la mamma malata perdendo così immeritatamente il torneo. Quando per caso Bardi viene a sapere che lo stabilimento del padre sta per essere oggetto di un furto ad opera di alcuni malviventi, avvisa Negretti, ed insieme sventano il colpo. L'ingegner Negretti per gratitudine, promette di pagare gli studi di Luciano. La storia finisce con il matrimonio del padrino di Luciano che sposa sua madre.